# Zosterop d'Ambon
El zosterop d'Ambon (Zosterops kuehni) és un ocell de la família dels zosteròpids (Zosteropidae).

## Hàbitat i distribució
Habita els boscos de les terres altes de l'illa d'Ambon, a les Moluques meridionals.